# 레오 메켈린
레오폴드 "레오" 헨리크 스타니슬라우스 메켈린(스웨덴어: Leopold Henrik Stanislaus "Leo" Mechelin, 1839년 11월 24일 ~ 1914년 1월 26일)은 핀란드의 정치인이다. 1905년 총파업 이후 구성된 원로원에서 의회개혁을 주도했다.
1839년 하미나에서 구스타프 요한 메켈린과 아만다 구스타바 코스티안데르의 아들로 태어났다. 헬싱키 대학교에서 공부하여 1860년 철학 학사 및 석사 학위를 받았고, 1864년 법학 석사 학위를, 1873년 박사 학위를 받았다.
1880년 자유당(1885년 해산)을 창당했다. 1871년 프레드릭 이데스탐과 함께 노키아를 공동 창업했으며, 1875년–1876년과 1892년–1899년 헬싱키 시 평의회 초대 의장을 역임했다. 1876년 알렉산드르 2세에게 귀족으로 서임되었다.
1874년-1882년 법학 및 정치학 교수를 지내면서 메켈린은 핀란드가 스웨덴의 지배를 받던 시절 이미 제정된 헌법(1772년 스웨덴 헌법)이 있으며, 러시아 차르도 핀란드에서는 핀란드 대공으로서 그 헌법을 따라야 한다고 주장했다. 이런 주장에 동조한 세력들을 호헌파라고 한다.
제1차 핀란드의 러시아화 정책 실시 시기(1899년-1905년) 당시 메켈린은 수동적 저항을 이끌었다. 1903년 추방당했으나 1904년 신분제 국회 기사원 의원으로 복귀했다. 메켈린이 복귀할 당시 1만 여 명이 모여 그를 환영했다. 비밀결사 카갈리에서 메켈린은 핀란드인들의 러시아군 징병을 중단할 것을 요구하는 청원서를 작성해 50만 명의 서명을 받았다.
1905년 러일전쟁에의 패배와 피의 일요일 사건에 따라 러시아 전역이 불온사태에 휘말리면서 핀란드에서도 혁명이 일어났다. 이에 따라 차르 니콜라이 2세는 11월 선언을 승인하는 형태로 핀란드인들의 요구를 수용했는데, 이 11월 선언을 메켈린이 기초했다. 메켈린은 원로원장으로서 의회개혁을 주도했고, 신분제 국회가 단원제 의회로 전환되었으며 보틍평등선거권이 도입되었다.
핀란드의 의회개혁은 당시로서 매우 파격적인 것이었다. 당시 여성에게 선거권을 부여한 국가로는 뉴질랜드가 유일했지만, 뉴질랜드에서는 여성에게 피선거권은 부여하지 않았다. 핀란드는 유럽 최초로 여성에게 선거권과 또한 피선거권을 부여했다. 1907년 첫 총선에서 의회의 200석 중 19석에 여성들이 당선되었다. 하지만 호헌파가 의회 다수를 차지하지 않자 차르는 제2차 러시아화 정책(1908년-1917년)을 개시했고, 메켈린은 압제가 한창이던 1914년 사망했다.

## 참고 자료
- Eduskunta - edustajamatrikkeli (핀란드어)